# Johann Urbanek
Johann „Hans“ Urbanek (* 10. Oktober 1910 in Wien; † 23. Juni 2000 ebenda) war ein österreichischer Fußballspieler. Der Läufer feierte seine größten Erfolge auf Vereinsebene in den 1930er Jahren bei Admira Wien. Berühmt wurde er jedoch insbesondere durch die Weltmeisterschaft 1934 in Italien, bei der er sein Länderspieldebüt feierte und in allen österreichischen Partien zum Einsatz kam.

## Karriere
Hans Urbanek begann seine Fußballerkarriere in Meidling beim SC Wacker Wien. Nachdem der Läufer sich in die Startelf der Schwarz-Weißen spielen konnte, wechselte er jedoch bereits 1930 für eine Saison zum Bezirksnachbarn SC Nicholson Wien. Schließlich verließ Urbanek 1931 den Wiener Süden und ging zur Admira Wien nach Jedlesee, welche damals zu den stärksten österreichischen Vereinen zählte. Bei seinem neuen Verein war Hans Urbanek von Beginn an einen der Stammspiel in der Läuferreihe, in der unter anderem auch Karl Szoldatics stand. Bereits in der ersten Saison in Jedlesse konnte er Meisterschaft und Pokal gewinnen. In der Meisterschaft sicherte man sich den ersten Platz vor der Vienna, im Pokalfinale wurde der Wiener AC 6:1 deklassiert. Zu dem Höhepunkt in seiner Fußballkarriere entwickelte sich jedoch schließlich das Jahr 1934. Hans Urbanek konnte gemeinsam mit der Admira zum zweiten Mal die Meisterschaft gewinnen und auch den Cup mit einem 8:0 über Rapid Wien für sich entscheiden. Im Mitropacup, dem Vorläufer des Europacups, stand der Läufer zudem im Finale, welches jedoch an AGC Bologna verloren ging. Neben diesen Erfolgen mit seinem Verein durfte Hans Urbanek im selben Jahr bei der Weltmeisterschaft in Italien als Mittelläufer sein Teamdebüt geben, da Walter Nausch, der für diese Position vorgemerkt war, im letzten Qualifikationsspiel gegen Bulgarien schwer verletzt wurde. In heutigen Länderspiel-Statistiken taucht der Name Hans Urbanek zwar bereits in einer Partie aus dem Jahre 1931 gegen die Schweiz auf (2:0), welche zudem in die Ära des Wunderteams fällt, dieses Spiel wurde jedoch erst 1971 offiziell anerkannt.
Hans Urbanek absolvierte alle vier Partien der Österreicher und kam mit der Mannschaft bis ins Halbfinale, in der das Ausscheiden gegen den Gastgeber unter Mithilfe einer zweifelhaften Schiedsrichterleistung kam. Der Läufer empfahl sich durch seinen starken WM-Auftritt dennoch für weitere Teameinsätze und verstärkte die Nationalmannschaft bis 1936, wobei er unter anderem beim ersten österreichischen Sieg über England am 6. Mai 1936 mit 2:1 mitwirkte. Mit der Admira blieb Urbanek weiterhin sehr erfolgreich, fügte 1936, 1937 und 1939 drei weitere Meisterschaftsgewinne seiner Titelsammlung hinzu. Letzterer war bereits nach der Annexion Österreichs durch das Deutsche Reich am 12. März 1938 in der nunmehrigen „Gauliga Ostmark“ gelungen. Während des Zweiten Weltkrieges blieb der Läufer bei seinem Verein, spielte auch ein Mal in der reichsdeutschen Nationalmannschaft. Beim 5:1-Sieg am 15. Juni 1941 über Kroatien in Wien standen im Team jedoch mehrheitlich österreichische Teamkollegen zur Seite. 
1943 spielte Urbanek als Soldat der Wehrmacht in der Gauliga Generalgouvernement im besetzten Polen für den Luftwaffensportverein Mölders Krakau. Mit ihm gewann diese Soldatenmannschaft, die der frühere Schalke-Trainer Otto Faist betreute, 1943 und 1944  den Bernsteinpokal und wurde Gaumeister 1944. Nach Kriegsende landete Urbanek auf Vermittlung von Ernst Lehner bei Schwaben Augsburg und kam in der ersten Runde der Fußball-Oberliga Süd auf neun Einsätze, ehe er seine Fußballerkarriere bei der damals zeitweise erstklassigen Rapid Oberlaa (1947–49) und SC Red Star Wien (1949–53) ausklingen ließ.
Urbanek, Uhrmacher von Beruf, beantragte am 19. März 1940 die Aufnahme in die NSDAP und wurde zum 1. April desselben Jahres aufgenommen (Mitgliedsnummer 8.230.367). Er wurde nach seinem Tod auf dem Wiener Südwestfriedhof (Gruppe 58, Reihe 5, Nummer 7) bestattet.

## Stationen
- SC Wacker Wien (1925–1930)
- SC Nicholson Wien (1930–1931)
- SK Admira Wien (1931–1945); als Kriegsgastspieler 1944 beim LSV Mölders Krakau
- TSV Schwaben Augsburg (1945–1946)
- SK Admira Wien (1946–1947)
- SC Rapid Oberlaa (1947–1949)
- SC Red Star Wien (1949–1953)
- Wertheim (1953)

## Erfolge
- 1 × Mitropapokalfinale: 1934
- 5 × Österreichischer Fußballmeister: 1932, 1934, 1936, 1937, 1939
- 1 × Österreichischer Vizemeister: 1935
- 1 × Deutscher Vizemeister: 1939
- 1 × Österreichischer Pokalsieger: 1932, 1934
- Teilnahme an der Fußball-Weltmeisterschaft 1934: Halbfinale
- 15 Länderspiele für die österreichische Fußballnationalmannschaft von 1931 bis 1936
- 1 Länderspiel für die deutsche Fußballnationalmannschaft 1941